# 吉隆坡火车总站
吉隆坡火车总站是位于马来西亚吉隆坡的铁路车站。该站始建于1910年，于1917年全面竣工。它取代了原址上的旧车站，在2001年吉隆坡中央车站接管其大部分职能前，该站一直是马来亚铁路公司（英語：Keretapi Tanah Melayu）及其前身马来联邦铁路在吉隆坡市内的铁路枢纽。该站以融合东西方设计的建筑风格著称。
车站坐落于苏丹希沙慕丁路（Jalan Sultan Hishamuddin，旧称胜利大街（Victory Avenue），原属白沙罗路的一部分），毗邻同风格的铁路行政大楼、国家清真寺及宏图大厦，与中央艺术坊站隔巴生河相望，相距400米。

## 历史

### 早期车站
在现址吉隆坡火车站建成前，市内已有两座车站投入运营。首座吉隆坡车站因邻近国家迎宾馆而昵称官邸车站（Resident Station），位于雪兰莪俱乐部（今独立广场）西侧。这座木结构建筑以聂帕棕榈叶覆顶，通过首条连接吉隆坡与巴生（Pengkalan Batu）的铁路线（1886年9月22日正式启用），使吉隆坡与马来半岛其他地区接轨。
第二座车站苏丹街车站（Sultan Street Station）于1892年建于福煦大道（今敦陈祯禄路），邻近现马来亚银行大厦、富都车站及 AG8  SP8 人民广场站。其设计仿效官邸车站，坐落于1910年车站北侧分岔的安邦矿区铁路线（半山芭线）上。该线独特之处在于，从主线通往苏丹街车站的轨道初期段夹在福煦大道的双向车道之间，贯穿城市东侧。
吉隆坡新车站建成后，官邸车站被拆除。而苏丹街车站在福煦大道轨道拆除改为公路后，被小型终点站取代，并于1960年后拆除。原安邦线部分路段现由轻快铁安邦线沿用。

### 设计与运营
亚瑟·本尼森·哈巴克，英国公共工程署总监的建筑助理，负责车站设计。他将当地独特的欧亚混合建筑风格融入车站，采用当时盛行的“新摩尔/蒙兀儿/印度撒拉逊复兴”风格。类似建筑如苏丹阿都沙末大厦（由A.C.诺曼主理，R.A.J.比德韦尔实际设计，1897年完工）、旧市政厅（A.B.哈巴克设计，1904年竣工）及占美清真寺（A.B.哈巴克设计，1909年竣工）均早于吉隆坡车站。

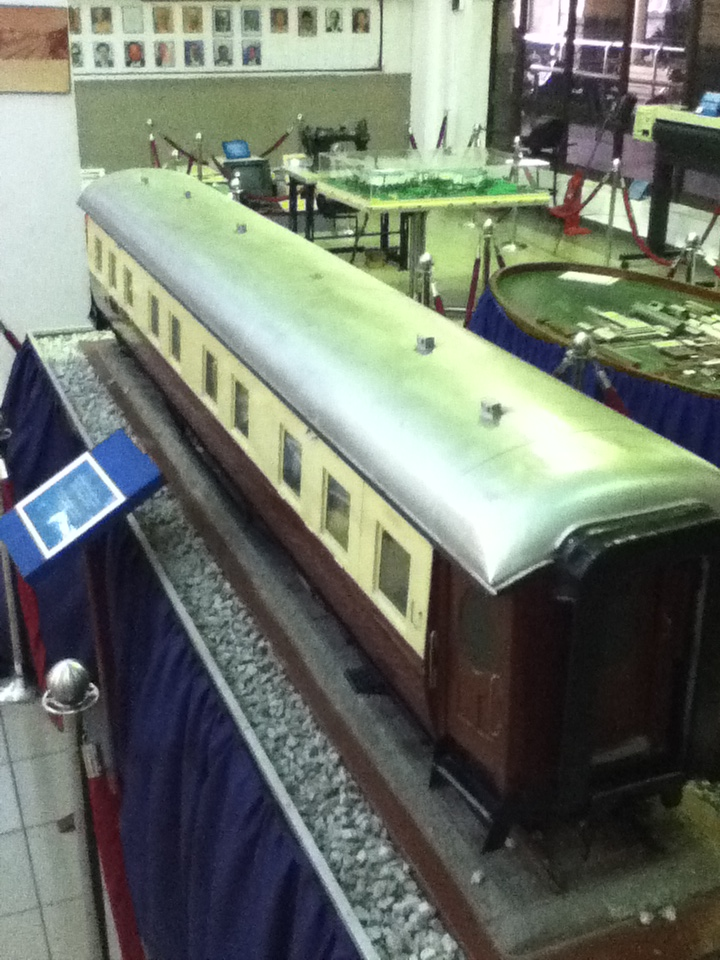
1986年翻新后，车站主厅内部部分原始装饰被现代化改造。2007年起，该区域用作铁路博物馆展览空间（如图中车厢模型）。

耗资叻币23,000元，车站于1910年8月1日启用。随着官邸车站拆除及苏丹街车站边缘化，吉隆坡车站成为市内铁路核心枢纽。 车站北翼及上层曾设有170间客房的车站酒店（1996年更名为古迹车站酒店），其华丽大堂内设查理餐厅与酒吧（2000年代末期）。1995年，马来亚铁道通勤服务（KTM Komuter）引入本站。
2001年4月15日，长途城际列车业务南迁至吉隆坡中央车站后，本站重要性下降。尽管城际列车仍经停本站，但不再载客，仅保留通勤与货运服务。客流量锐减导致城际售票柜台、办公室及商铺陆续关闭。古迹车站酒店因经营不善及2000年代末翻修问题于2011年停业，2014年短暂重开后再度关闭 。虽然侧式月台已为城际列车调整高度，但岛式月台配置在通勤服务开通前15年间无法有效利用，直至2009年改造抬升最后一批原始月台（见月台章节）。
2007年8月31日（马来亚独立50周年）前夕，多方报道称旧铁路设备从巴生仓库等地迁移至本站，包括修复的小型调车机车及古董消防车。本站于当日作为铁路博物馆重新开放（主厅与月台设展），并计划转型文化中心。

### 翻新与改造

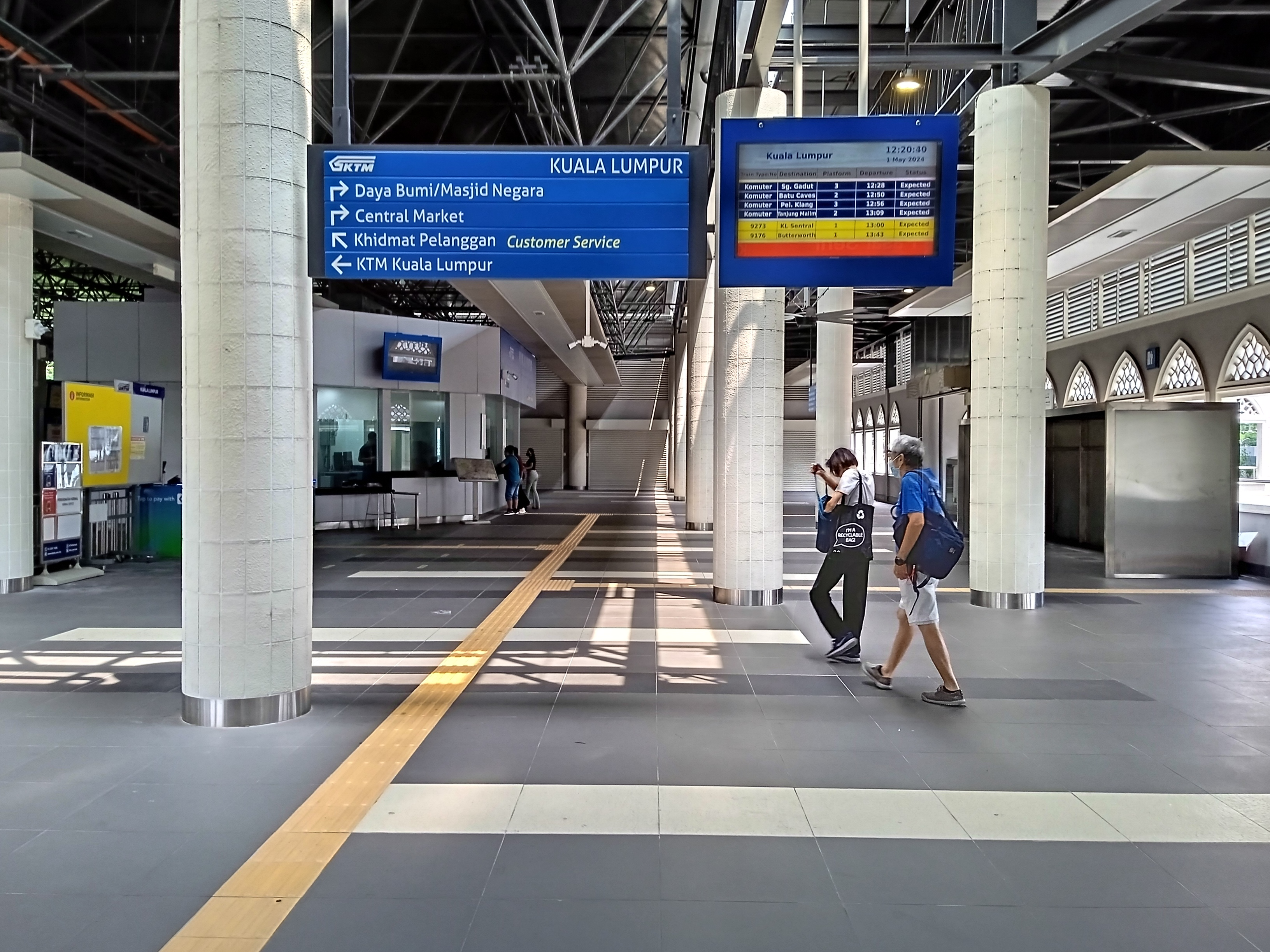
车站大厅

本站历经多次重大改造：1967年北翼拱廊加装窗户改为办公空间；1986年大规模翻新，内部装潢现代化，外部修复保留原貌，并增设空调候车厅、旅游咨询台与小食部。古迹车站酒店仍保留部分原始内饰。此次翻新在南翼增建“拉吉”风格延伸体，北翼正面加装类似风格立面以掩盖原有西式设计。改造后建筑角楼恰特里从四座增至六座。其他改动包括：后墙开凿新入口、增建的士站与商业空间，以及主楼前通道上加建双层商铺。1986年改造还向北延伸月台并新建站体，连通同期竣工的宏图大厦（1982-1984年建）内吉隆坡邮政总局。
1995年通勤铁路开通芙蓉线与巴生港线后，本站增设通勤售票机与闸机，但仅新岛式月台可供使用（见月台章节）。2001年中央车站接管城际业务后，本站相关设施逐步拆除。2009年作为电动列车服务（ETS）站点后，有限城际业务重新引入。

## 月台
本站设三座月台四条轨道：两侧侧式月台（1、4号）及中间岛式月台（2、3号）。1995年前，月台编号涵盖新旧部分；通勤服务启用后，原2、3号月台延伸段编号改为2a、3a，1、4号维持不变。
1910年启用时，所有月台高于轨道但低于车厢地板，通过两条隧道连接（乘客走阶梯，手推车用斜坡）。1986年改造抬升侧式月台匹配新车厢高度（隧道入口未改动），但岛式月台主体未调整，导致通勤列车无法停靠。2009年为适应电动列车及加长通勤动车组，抬升2、3号月台，拆除百年隧道护栏并封闭部分阶梯出口。2006年加建连接新旧棚顶的雨棚。
月台功能分配：
- 1、4号月台：2001年前服务城际列车，售票处设于站体内。2001年后转为货运，2009年改造后2011年重启为电动列车月台，售票处迁至原铁道迷俱乐部。
- 2、3号月台：原服务城际列车，1995年延伸段改为2a、3a供通勤列车。因旧月台高度不足，通勤列车仅停新段，闸机设于南北端。2009年抬升后，整段月台可停通勤与电动列车，南端闸机移入旧站体。

## 建筑特色

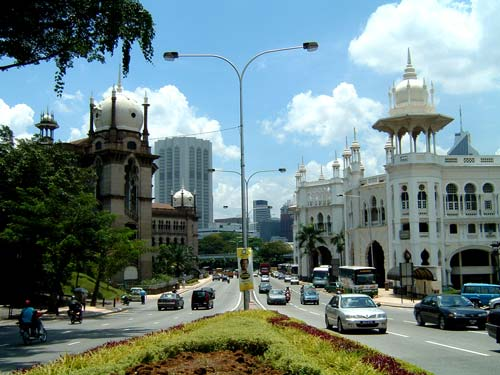
车站正面与街对面Railway Administration Building, Kuala Lumpur（左）及独立广场周边建筑风格统一。

1917年竣工时，吉隆坡火车站由前部主站楼与后部三座月台（服务四条轨道）组成。

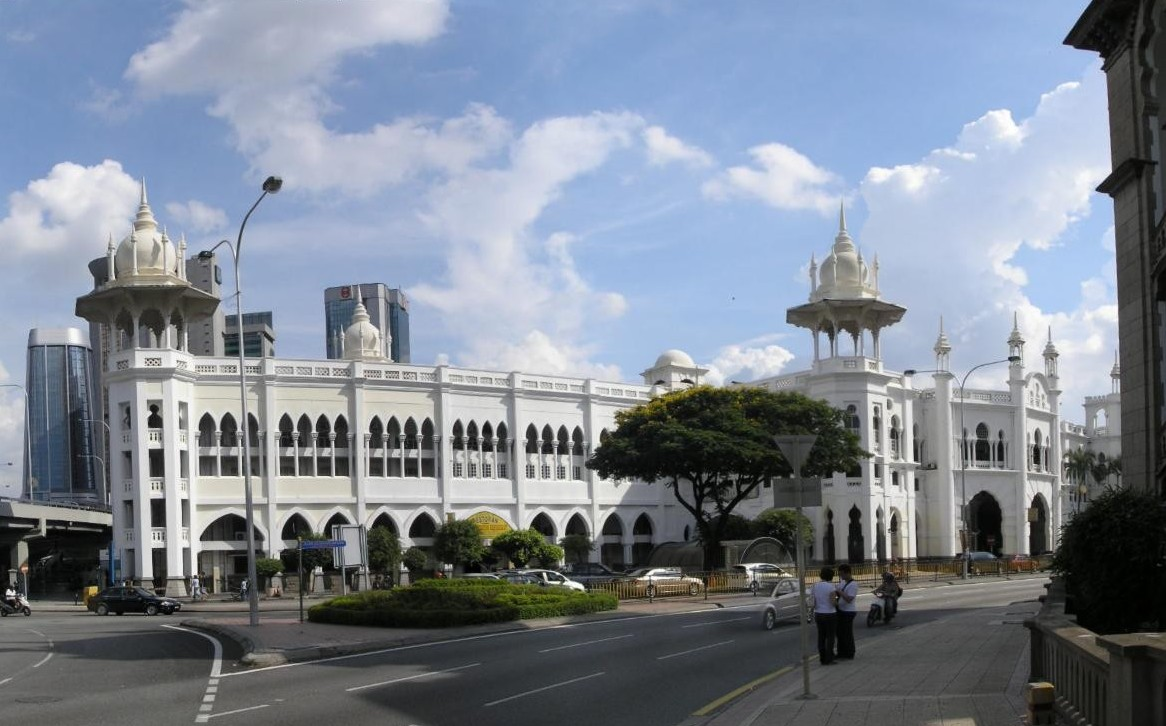
1986年改造工程扩展车站正面结构，现存北翼建筑被"拉吉"风格立面覆盖。

主建筑体包含大厅、售票柜台、铁路办公室及铁路酒店，主体采用融合西方与蒙兀儿元素的"拉吉"风格，近似摩尔复兴或印度撒拉逊复兴建筑。建筑以大量马蹄拱、洋葱拱及六座（后增建两座）大型恰特里角楼为特色，辅以前庭小型变体设计，与同期建筑如苏丹阿都沙末大厦、独立广场周边建筑及街对面的铁路行政大楼形成呼应。早期增建的北翼三层附楼采用更西化的本土设计，配以环绕式游廊与多种跨度平圆拱。外立面采用全灰泥粉刷（有别于同风格建筑常见的裸露砖墙工艺），长期保持浅色调（多为白色或奶油色）涂装。
月台区覆盖大型钢架棚顶，初期长度较短。顶棚原为玻璃材质并设可开启部分以排放蒸汽机车烟雾，后期更换为波浪铁皮。非连接主楼侧的月台围墙延续主楼建筑风格。站体与月台通过两条地下通道相连。1986年改造的月台延伸段采用现代主义设计：大型混凝土支柱支撑格栅结构顶棚，北端设有悬空两层的混凝土板售票处。延伸部白色墙面与拱形装饰元素融合旧站与宏图大厦设计语汇，并通过空中步道与宏图大厦连通。